# Mahendra av Nepal

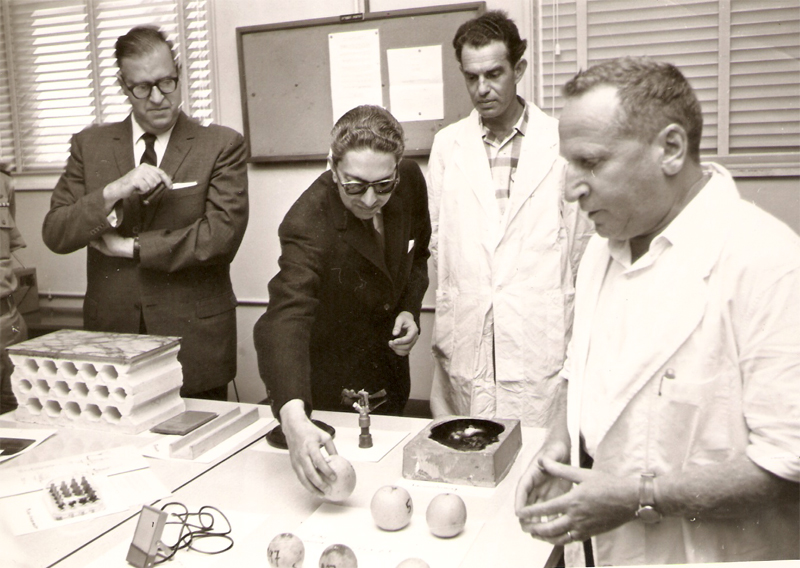
Mahendra av Nepal (tvåa från vänster) 1958 vid ett besök i Israels Weizmann Institute of Science.

Mahendra Bir Bikram Shah Dev, född 11 juni 1920 i Katmandu, död 31 januari 1972 i Katmandu, var kung av Nepal 1955–1972. Han blev fältmarskalk av Storbritannien 1960. Han stödde inte den parlamentariska demokratin i Nepal och bannlyste alla oppostitionspartier på 1960-talet.
I konflikten mellan Indien och Kina ställde sig Mahendra neutral. Vid sin död efterträddes han av sonen Birendra.